# 신견식
신견식(申堅植, 1973년 ~ )은 대한민국의 번역가, 저술가이다.
대전 한남대학교 독어독문학과에 입학하였고 한국외국어대학교 스페인어학과에 편입학하여 졸업하였다. 서울대학교 언어학과에서 석사과정을 수료하였다. 전공인 스페인어뿐만 아니라 영어, 프랑스어, 독일어, 이탈리아어, 포르투갈어, 네덜란드어, 스웨덴어, 핀란드어, 덴마크어, 노르웨이어, 그리스어, 일본어, 중국어, 라틴어 등 15개 국어를 이해할 수 있는 번역가로 알려져 있다.
초등학생 때 유럽의 각종 화폐가 그려진 포스터를 보고 다양한 언어에 흥미를 가졌다고 한다. 대학교 4학년 때부터 번역을 시작하였다. 주로 실용 번역 위주로 해오다가 2013년 출간된 스웨덴 작가 헨닝 망켈의 추리소설 《불안한 남자》를 시작으로 문학 번역도 하며 언어를 주제로 글과 책도 쓴다.

## 저작

### 소설/시 번역
- 그렇게 큰 사랑은 사라지지 않아요(모니 닐손(글), 요안나 헬그렌(그림), 스웨덴어 번역, 다림)
- 미친 듯 푸른 하늘을 보았다(알리 에스판디야리, 페르시아어 번역, 마음이음)
- 불안한 남자(헨닝 망켈, 스웨덴어 번역, 곰)
- 블랙 오로라(오사 라르손, 스웨덴어 번역, arte)

### 에세이 번역
- 다시 쓸 수 있을까(테오도르 칼리파티데스, 스웨덴어 번역, 어크로스)
- 박사는 고양이 기분을 몰라(닐스 우덴베리, 스웨덴어 번역, 샘터사)
- 세계의 말들(구로다 류노스케, 일본어 번역, 유유)
- 언어 공부(롬브 커토, 헝가리어 번역, 바다출판사)
- 파리덫(프레드리크 셰베리, 스웨덴어 번역, 열화당)

### 저서
- 콩글리시 찬가(뿌리와이파리)

- 언어의 우주에서 유쾌하게 항해하는 법: 어느 '어도락가'의 삶과 공부(사이드웨이)